# 대원고속의 시외버스 노선
대원고속은 경기도의 시외버스, 고속버스, 공항버스 면허를 보유하고 이들 지역에 시외버스를 운영하고 있으며, 전 지역에 시외버스를 운영하고 있다. 일부 노선의 경우 경기고속과 공동 배차한다.

## 고속버스
2019년 4월 기준이다. 모든 노선이 시외버스에서 고속버스로 전환된 노선이다.
| 운행 노선       | 공동 운행사         | 운행구간     | 운행구간 | 운행구간 | 경유지                                   | 운행 대수 | 운행 대수 | 비고 |
| 운행 노선       | 공동 운행사         | 운행구간     | 운행구간 | 운행구간 | 경유지                                   | 일반      | 우등      | 비고 |
| --------------- | ------------------- | ------------ | -------- | -------- | ---------------------------------------- | --------- | --------- | --- |
| 서울 ↔ 당진     | 충남고속 한양고속   | 서울호남     | ↔        | 당진     | 기지시(일부)                             | 4         | -         | 2014년 10월 28일 일반 증차 2016년 1월 6일 우등 감차                                                                                     |
| 서울 ↔ 충주     | 경기고속            | 서울호남     | ↔        | 충주     |                                          | 2         | 4         | |
| 동서울 ↔ 충주   | 경기고속            | 동서울       | ↔        | 충주     |                                          | 2         | 4         | |
| 인천 ↔ 속초     | 동원로엑스 한일고속 | 인천         | ↔        | 속초     | 양양                                     | 1         | 1         | 2012년 11월 26일 삼화고속에서 양수 2014년 5월 20일 우등 1대 일반전환 2016년 3월 2일 노선변경 2021년 7월부터 프리미엄 고속버스 운행 개시 |
| 대전 ↔ 강릉     |                     | 대전         | ↔        | 강릉     | 횡성휴게소                               | 2         | 4         | |
| 대전 ↔ 울산     | 삼흥고속            | 대전         | ↔        | 울산     | 신복                                     | 1         | 3         | 2012년 11월 26일 삼화고속에서 양수 |
| 부천 ↔ 통영     |                     | 부천         | ↔        | 통영     | 인삼랜드휴게소                           | 1         | 3         | 2014년 9월 29일 신설 인가 |
| 원주 ↔ 강릉     |                     | 원주         | ↔        | 강릉     |                                          | -         | 5         | |
| 춘천 ↔ 광주     | 금호고속            | 춘천         | ↔        | 광주     |                                          | -         | 2         | 2013년 7월 8일 일반 우등전환 |
| 춘천 ↔ 대구     | 중앙고속 한일고속   | 춘천         | ↔        | 동대구   | 서대구                                   | 1         | 1         | 2014년 5월 20일 우등 1대 일반전환 |
| 세종 ↔ 부산     | 천일고속 한일고속   | 세종         | ↔        | 부산     |                                          | -         | 2         | 2013년 12월 24일 신설 2015년 7월 2일 일반 우등전환                                                                                      |
| 세종 ↔ 울산     | 삼흥고속            | 세종         | ↔        | 울산     |                                          | 1         | 1         | 2014년 9월 29일 신설 인가 2015년 9월 23일 운행중지                                                                                      |
| 용인 ↔ 부산     | 경남여객            | 용인         | ↔        | 부산     | 신갈, 낙동강휴게소                       | 2         | 4         | 2014년 6월 24일 속리산고속에서 양수 2018년 12월 18일 동부익스프레스에서 양수 2019년 4월 10일 중간경유지 변경                            |
| 용인 ↔ 서부산   | 경남여객            | 용인         | ↔        | 부산서부 | 신갈, 선산휴게소                         | 1         | -         | 2014년 6월 24일 속리산고속에서 양수 2015년 3월 23일 일반 증차 2018년 12월 18일 동부익스프레스에서 양수                                  |
| 용인 ↔ 광주     | 중앙고속            | 용인         | ↔        | 광주     | 신갈, 정안휴게소                         | 1         | 2         | 2018년 12월 18일 동부익스프레스에서 양수                                                                                                |
| 용인 ↔ 진주     | 중앙고속            | 용인         | ↔        | 진주     | 신갈, 인삼랜드휴게소, 개양               | -         | 1         | 2014년 4월 9일 신설 2015년 3월 23일 중간경유지 추가 2015년 11월 12일 일반 1대 우등 전환 2018년 12월 18일 동부익스프레스에서 양수        |
| 용인 ↔ 진주     | 중앙고속            | 용인         | ↔        | 진주     | 신갈, 인삼랜드휴게소, 개양, 진주혁신도시 | 1         | -         | |
| 인천공항 ↔ 양산 | 동양고속 삼화고속   | 인천국제공항 | ↔        | 양산     | 인천, 낙동강휴게소                       | -         | 2         | 2018년 2월 9일 신설 2019년 4월 10일 중간경유지 변경                                                                                     |

## 시외버스
동서울종합버스터미널 (구의동) 출발 노선
- ● R1310번 : 동서울 ↔ 평택 ↔ 남서울대학교
- ● R1336번 : 동서울 ↔ 장호원 ↔ 감곡 (경기고속과 공동 배차)
- ● R8147번 : 동서울 ↔ 안산
- ● R8153번 : 동서울 ↔ 안성 ↔ 동아방송예술대학교 (경기고속과 공동배차)
- ● 동서울 ↔ 청주 (대성고속, 새서울고속, 충북리무진과 공동 배차)
- ● 동서울 ↔ 제천남부 ↔ 제천 (경기고속, 대성고속, 영암고속, 화성고속과 공동 배차)
- ● 동서울 ↔ 제천남부 ↔ 제천 ↔ 세명대학교 (경기고속과 공동 배차)
- ● 동서울 ↔ 공주 (가락시장역, 장지역, 잠실역 경유, 삼흥고속, 금남고속과[4] 공동 배차)
- ● 동서울 ↔ 보령 (무정차와 내포, 홍성, 광천 경유로 나뉨, 한양고속, 금남고속, 충남고속과 공동 배차)
- ● 동서울 ↔ 영광 ↔ 무안 ↔ 진도 (금호고속과 공동 배차)
- ● 동서울 ↔ 목포 ↔ 해남
- ● 동서울 ↔ 건국대학교 ↔ 문경 ↔ 은척 ↔ 한방단지
- ● 동서울 ↔ 점촌 ↔ 상주 (경기고속과 공동 배차)
- ● 동서울 ↔ 경주 ↔ 포항 (아성천마고속과 공동 배차)

서울고속버스터미널 출발 노선
- ● 서울경부 ↔ 춘천 (강원고속과 공동 배차)
- ● 서울경부 ↔ 안동 (경기고속과 공동 배차)

서울남부버스터미널 (서초동) 출발 노선
- ● R8131번 : 서울남부 ↔ 평택 ↔ 안중
- ● R8146번: 서울남부 ↔ 공도 ↔ 중앙대 ↔ 안성 ↔ 동아방송예술대
- ● 서울남부 ↔ 천안 (삼흥고속, 금남고속과 공동 배차)
- ● 서울남부 ↔ 천안 ↔ 아산온양 ↔ 송악 ↔ 유구 (삼흥고속과 공동 배차)[5]

인천종합버스터미널 (관교동) 출발 노선
- ● R8801번 : 인천 ↔ 청강문화산업대학 ↔ 이천 (경기고속과 공동 배차)
- ● R8806번 : 인천 ↔ 모란역 ↔ 성남
- ● R8815번 : 인천 ↔ 평택[6]
- ● R8830번 : 인천 ↔ 안성 ↔ 동아방송예술대학교[7]
- ● 인천 ↔ 안산 ↔ 여주
- ● 인천 ↔ 원주 (경기고속과 공동 배차)
- ● 인천 ↔ 강릉 (경기고속, 동해상사고속, 강원여객, 강원흥업과 공동 배차)
- ● 인천 ↔ 평택 ↔ 남서울대학교
- ● 인천 ↔ 제천 (일부 시간대 덕평 경유)
- ● 인천 ↔ 충주 (일부 시간대 무정차 운행)
- ● 인천 ↔ 안산 ↔ 수원 ↔ 대소 ↔ 충북혁신도시 ↔ 증평 (친선고속과 공동 배차)
- ● 인천 ↔ 안산 ↔ (교통대학교 충주캠퍼스, 건국대학교 충주캠퍼스) ↔ 문경 ↔ 점촌 ↔ 상주 (친선고속과 공동 배차)
- ● 인천 ↔ 마산 ↔ 창원 (경남고속과 천일여객 공동 배차)

의정부 출발 노선
- ● 의정부 ↔ 청주 (대성고속, 서울고속과 공동 배차)
- ● 의정부 ↔ 세종청사 ↔ 세종
- ● 의정부 ↔ 전주 (호남고속과 공동 배차)
- ● 의정부 ↔ 익산 ↔ 군산
- ● 의정부 ↔ 구리 ↔ 마산 ↔ 창원
- ● 의정부 ↔ 구리 ↔ 경주 ↔ 포항 (아성천마고속과 공동 배차)

연천 출발 노선
- ● R8436번 : 연천 ↔ 전곡 ↔ 동두천 ↔ 양주 ↔ 의정부 ↔ 경기광주 ↔ 곤지암 ↔ 이천

동두천 출발 노선
- ● R8456번 : 동두천 ↔ 양주 ↔ 의정부 ↔ 동탄 ↔ 오산 ↔ 송탄 ↔ 평택 ↔ 공도 ↔ 안성 ↔ 동아방송예술대학교

성남 출발 노선
- ● 성남 ↔ 춘천 (강원고속과 공동 배차)
- ● 성남 ↔ 이천 ↔ 문막 ↔ 원주 (경기고속과 공동 배차)
- ● 성남 ↔ 천안 ↔ 아산 ↔ 유구 (금남고속, 중부고속, 한양고속, 충남고속과 공동 배차)
- ● 성남 ↔ 제천
- ● 성남 ↔ 아미리 ↔ 장호원 ↔ 감곡 ↔ 용포 ↔ 봉양 ↔ 제천
- ● 성남 ↔ 수원 ↔ 광양 ↔ 동광양
- ● 성남 ↔ 문경 ↔ 점촌 ↔ 상주
- ● 성남 ↔ 좌천 ↔ 기장 ↔ 해운대
- ● 성남 ↔ 경주 ↔ 포항
- ● 성남 ↔ 신복 ↔ 울산

하남 출발 노선
- ● 하남 ↔ 경기광주 ↔ 청주
- ● 하남 ↔ 경기광주 ↔ 이천 ↔ 경주 ↔ 포항
- ● 하남 ↔ 경기광주 ↔ 구미 ↔ 동대구
- ● 하남 ↔ 경기광주 ↔ 부산 ↔ 해운대 (경남고속[8]과 공동 배차)

용인 출발 노선
- ● 용인 ↔ 청주
- ● 용인 ↔ 신갈 ↔ 전주
- ● 용인 ↔ 신갈 ↔ 경주 ↔ 포항 (경남여객과 공동 배차)

수원 출발 노선
- ● R8850번 : 수원 ↔ 수원역 ↔ 용현동 (제물포역 경유)
- ● 수원 ↔ 충주 (우만동 경유, 경기고속, 친선고속과 공동 배차)

평택 출발 노선
- ● 평택 ↔ 춘천 (송탄, 오산 경유, 강원고속과 공동 배차)
- ● 평택 ↔ 원주 (송탄, 오산, 문막 경유)
- ● 평택 ↔ 전주 (성환, 천안 경유, 전북고속, 금남고속, 호남고속과 공동 배차)

부천 출발 노선
- ● R8434번 : 부천 ↔ 송내역 ↔ 안중 ↔ 평택
- ● R8440번 : 부천 ↔ 안양 ↔ 이천
- ● R8458번 : 부천 ↔ 안양 ↔ 안성 ↔ 동아방송예술대학교
- ● 부천 ↔ 인천 ↔ 향남
- ● 부천 ↔ 안양 ↔ 원주 (경기고속과 공동 배차)
- ● 부천 ↔ 안양 ↔ 강릉 (경기고속과 공동 배차)
- ● 부천 ↔ 안양 ↔ 속초 (경기고속과 공동 배차)
- ● 부천 ↔ 청주 (대성고속, 새서울고속과 공동 배차)
- ● 부천 ↔ 광주 (경기고속, 광신고속과 공동 배차)
- ● 부천 ↔ 안양 ↔ 남원 ↔ 광양 ↔ 동광양
- ● 부천 ↔ 안산 ↔ 목포 (경기고속, 금호고속, 광신고속과 공동 배차)
- ● 부천 ↔ 안양 ↔ 충주 ↔ 문경 ↔ 점촌 ↔ 상주 (경기고속과 공동 배차)
- ● 부천 ↔ 전주 (일부시간대 안양 및 시화 경유, 호남고속과 공동 배차)
- ● 부천 ↔ 서부산

안양 출발 노선
- ● 안양 ↔ 청주 (서울고속, 금남고속과 공동 배차)

안산 출발 노선
- ● 안산 ↔ 군포 ↔ 장평 ↔ 강릉 (경기고속, 동해상사고속, 강원여객과 공동 배차)
- ● 안산 ↔ 대전 (용남고속, 금남고속과 공동 배차)
- ● 안산 ↔ 용포 ↔ 제천남부 ↔ 제천(친선고속과 공동 배차)
- ● 안산 ↔ 제천남부 ↔ 제천 ↔ 평동 ↔ 단양

고양 (백석동) 출발 노선
- ● 고양 ↔ 이천 ↔ 여주
- ● 고양 ↔ 하남 ↔ 동해 ↔ 삼척 (동해상사고속과 공동 배차)
- ● 고양 ↔ 대전 (중부고속, 한양고속, 금남고속과 공동 배차)
- ● 고양 ↔ 정부대전청사 ↔ 유성 (일부 시간대 세종시 경유, 중부고속, 한양고속, 금남고속과 공동 배차)
- ● 고양 ↔ 천안 (일부 시간대 고양화정 경유)
- ● 고양 ↔ 청주 (일부 시간대 고양화정 경유)
- ● 고양 ↔ 부천 ↔ 안양 ↔ 보령 (충남고속과 공동 배차)
- ● 고양 ↔ 안산 ↔ 공주 ↔ 부여 ↔ 논산
- ● 고양 ↔ 안산 ↔ 군산 (호남고속과 공동 배차)
- ● 고양 ↔ 정읍 (안산, 부안 경유 및 부천, 안양 경유로 나뉨)
- ● 고양 ↔ 향남 ↔ 영광 ↔ 목포
- ● 고양 ↔ 문경 ↔ 점촌 ↔ 상주
- ● 고양 ↔ 경주 ↔ 포항
- ● 고양 ↔ 의정부 ↔ 신복 ↔ 울산

이천 출발 노선
- ● 이천 ↔ 경기광주 ↔ 하남 ↔ 춘천
- ● 이천 ↔ 원주 (부발, 능서, 여주, 간매리, 문막 경유)
- ● 이천 ↔ 천안 (일부 시간대 온양까지 운행, 경기고속과 공동 배차)
- ● 이천 ↔ 청주
- ● 이천 ↔ 대전 (일부 시간대 여주까지 운행, 금남고속과 공동 배차)
- ● 이천 ↔ 전주 (일부 시간대 여주까지 운행)
- ● 이천 ↔ 익산 ↔ 군산
- ● 이천 ↔ 여주 ↔ 구미 ↔ 동대구 (경북고속과 공동 배차)
- ● 이천 ↔ 여주 ↔ 울산
- ● 이천 ↔ 여주 ↔ 부산 (경남고속, 경북고속과 공동 배차)

원주 출발 노선
- ● 원주 ↔ 세종청사 ↔ 세종
- ● 원주 ↔ 유성 ↔ 전주
- ● 원주 ↔ 마산 ↔ 창원 (강원여객, 경남고속과 공동 배차)
- ● 원주 ↔ 제천 ↔ 단양↔ 김해

당진 출발 노선
- ● R8340번 : 당진 ↔ 평택 (신평, 안중 경유)
- ● 당진 ↔ 평택 ↔ 제천

천안 출발 노선
- ● 천안 ↔ 안성 (일부 시간대 아산까지 운행, 경기고속, 충남고속과 공동 배차)
- ● 천안 ↔ 원주 (경기고속, 금남고속과 공동 배차)
- ● 천안 ↔ 부산 (중부고속과 공동 배차)

청주 출발 노선
- ● 청주 ↔ 김포공항 ↔ 김포한강신도시[9] (충북리무진과 공동 배차)
- ● 청주 ↔ 남청주 ↔ 유성 ↔ 익산 ↔ 대야 ↔ 군산 (금남고속, 전북고속, 호남고속과 공동 배차)

서대구 출발 노선
- ● 서대구 ↔ 북대구 ↔ 원주 ↔ 횡성 ↔ 홍천 ↔ 춘천
- ● 서대구 ↔ 고령 ↔ 야로 ↔ 가야 ↔ 해인사 (거창고속, 경전여객과 공동 운행)

포항 출발 노선
- ● 포항 ↔ 경주 ↔ 전주
- ● 포항 ↔ 경주 ↔ 고현 ↔ 통영

기타 지역 출발 노선
- ● 오산 ↔ 송탄 ↔ 평택 ↔ 안성 ↔ 장호원 ↔ 감곡 ↔ 봉양 ↔ 제천
- ● 동대구 ↔ 울산 ↔ 방어진(이 노선은 해운대고속에서 양도받은 노선이다.)
- ● 강릉 ↔ 동해 ↔ 마산
- ● 경기광주 ↔ 이천 ↔ 여주 ↔ 마산 ↔ 창원

## 공항버스
인천국제공항 출발 노선
- ● A8834번 : 인천국제공항 ↔ 안성 (오산, 송탄, 평택, 공도 경유 및 일부 시간대 세마역 경유)
- ● A8835번 : 인천국제공항 ↔ 동탄신도시 라마다호텔 (봉담, 안녕동, 병점중심상가, 능동마을 경유, 용남고속과 공동 배차)
- ● A8837번 : 인천국제공항 ↔ 동탄역 (병점중심상가, 능동마을, 동탄1신도시 경유, 용남고속과 공동 배차)
- ● A8840번 : 인천국제공항 ↔ 동탄2차고지 (2023년 2월 1일 신설노선)
- ● A8822번 : 인천국제공항 ↔ 평택 (안중, 향남, 남양 경유)
- ● 인천국제공항 ↔ 김포공항 ↔ 북청주 (충북리무진과 공동 배차)
- ● 인천국제공항 ↔ 인천송도국제도시 (인천대입구역)[10] ↔ 청주 (충북리무진과 공동 배차)
- ● 인천국제공항 ↔ 김포공항 ↔ 충북혁신도시 ↔ 증평 (충북리무진과 공동 배차)
- ● 인천국제공항 ↔ 영주 ↔ 안동

## 이전 운행 노선
- ● R32번 : 의정부 ↔ 파주시 금촌동 (2011년 7월 1일에 평안운수로부터 노선 양도 후 2012년 11월 1일 폐선, 시외일반버스)
- ● R3000번 : 인천 ↔ 금촌역 (이 노선은 신성운수에서 양도받은 노선이다. 2024년 4월 27일 폐선)
- ● R3030번 : 인천 ↔ 킨텍스 (2024년 4월 27일 폐선)
- ● R3003번 : 부천 ↔ 광명역 (이 노선은 강화운수의 강화 ↔ 광명역 ↔ 안양 간의 시외버스 33번을 양수받아 만든 노선이다. 2009년 4월 1일 폐선)
- ● R5000번 : 부천 ↔ 문산역 (이 노선은 신성운수에서 양도받은 노선이다., 2023년 3월 27일에 직행좌석으로 전환)
- ● R8435번 : 성남 ↔ 안성 ↔ 동아방송예술대학교 (2021년 10월 11일에 직행좌석으로 전환, 8201번으로 변경 및 노선 단축)
- ● R8449번 : 수원 ↔ 안성 ↔ 동아방송예술대학교 (2021년 10월 11일에 직행좌석으로 전환, 8200번으로 변경 및 노선 단축)
- ● R8446번 : 분당서울대학교병원 ↔ 광명역[11] (2017년 8월 12일 폐선)
- ● R8855번 : 용현동 ↔ 제물포역 ↔ 인천시청역 ↔ 남동구청 ↔ 월곶 ↔ 시화지구 ↔ 이마트 시화점 ↔ 안산역 ↔  안산시청 ↔ 스타프라자(2016년 7월 16일 폐선)